# I Bet You They Won't Play This Song on the Radio
I Bet You They Won't Play This Song on the Radio è una canzone dei Monty Python cantata da Eric Idle. Viene schernita la censura radiofonica che considerava alcune parole inappropriate (cretino, merda, etc...). Simile ad un'altra canzone di Idle, The FCC Song, in cui il ritornello era "Fuck you very much", I Bet You They Won't Play This Song on the Radio toccava lo stesso soggetto, ma comprendeva anche dei "bip" e altri comici suoni (es: "cha-ching" o "yearrrrrgh") al posto di bestemmie o parolacce. La canzone talvolta è stata trasmessa al Dr. Demento Show.
La canzone è apparsa per la prima volta nell'album Monty Python's Contractual Obligation Album e in seguito apparve nella compilation The Final Rip Off e nel singolo Always Look on the Bright Side of Life.